# Olimpia (serie de televisión)
Olimpia (serie de televisión) es una serie de televisión unitaria argentina de la TV Pública.

## Sinopsis
Olimpia es  la historia que se centrará en reflejar la inclusión y autosuperación, a través del deporte. Asimismo, la trama se sitúa en un club de barrio que busca por medio del esfuerzo de los socios, ser un lugar de crecimiento y contención social.

## Protagonistas
- Sergio Dioguardi como: Emilio.
- Elisa Gagliano como: Anna.
- Camila Murias como: Olimpia.
- Santiago Luna como: Joaquín.
- Lionel Duarte como: Rolo.
- Florencia Decall como: Kiki
- María Sol Zavala como: Renata.

- Datos: Q30912329